# Nevada Badmen
Nevada Badmen è un film del 1951 diretto da Lewis D. Collins.
È un western statunitense con Whip Wilson, Fuzzy Knight, Jim Bannon e I. Stanford Jolley0

## Produzione
Il film, diretto da Lewis D. Collins su una sceneggiatura di Joseph O'Donnell, fu prodotto da Vincent M. Fennelly per la Frontier Pictures e girato nel febbraio del 1951. I titoli di lavorazione furono Nevada Badman, Man from the Black Hill e  Outlaw Trail.

## Distribuzione
Il film fu distribuito negli Stati Uniti dal 27 maggio 1951 al cinema dalla Monogram Pictures.

## Promozione
La tagline è: Whip blasts bandits out of gold land!.